# Campionato Nazionale 1930-1931
La stagione 1930-1931 è stato il sedicesimo Campionato Nazionale, e ha visto campione l'Hockey Club Davos.

## Gruppi

### Serie Est

#### Semifinali
| Dolder Zürich 13 dicembre 1930 | Akademischer EHC Zürich | 0 – 10 referto | Davos |  |

| Dolder Zürich 13 dicembre 1930 | Zürcher SC | 14 – 1 referto | Grasshopper Club |  |

#### Finalina 3º posto
| Dolder Zürich 13 dicembre 1930 | Akademischer EHC Zürich | 7 – 1 referto | Grasshopper Club |  |

#### Finale
| Dolder Zürich 13 dicembre 1930 | Davos | 11 – 1 referto | Zürcher SC |  |

### Serie Ovest
| St. Catherine 23 dicembre 1930 | Lycée Jaccard | 2 – 1 referto | Star Lausanne |  |

## Finale
| 25 gennaio 1931 | Davos | 10 – 0 referto | Lycée Jaccard |  |

## Verdetti
| Campionato Nazionale 1930-1931 | Campionato Nazionale 1930-1931 |
| ------------------------------ | ------------------------------ |
| Campionato Nazionale           | Davos                          |

### Roster della squadra vincitrice
| Vincitori del Campionato Nazionale HC Davos | Portieri: Difensori: Attaccanti: Bibi Torriani Allenatore: Bobby Bell |